# L'Orfeo (Scarlatti)
Pour les articles homonymes, voir Orphée.
Dall'oscura magion dell'arsa Dite

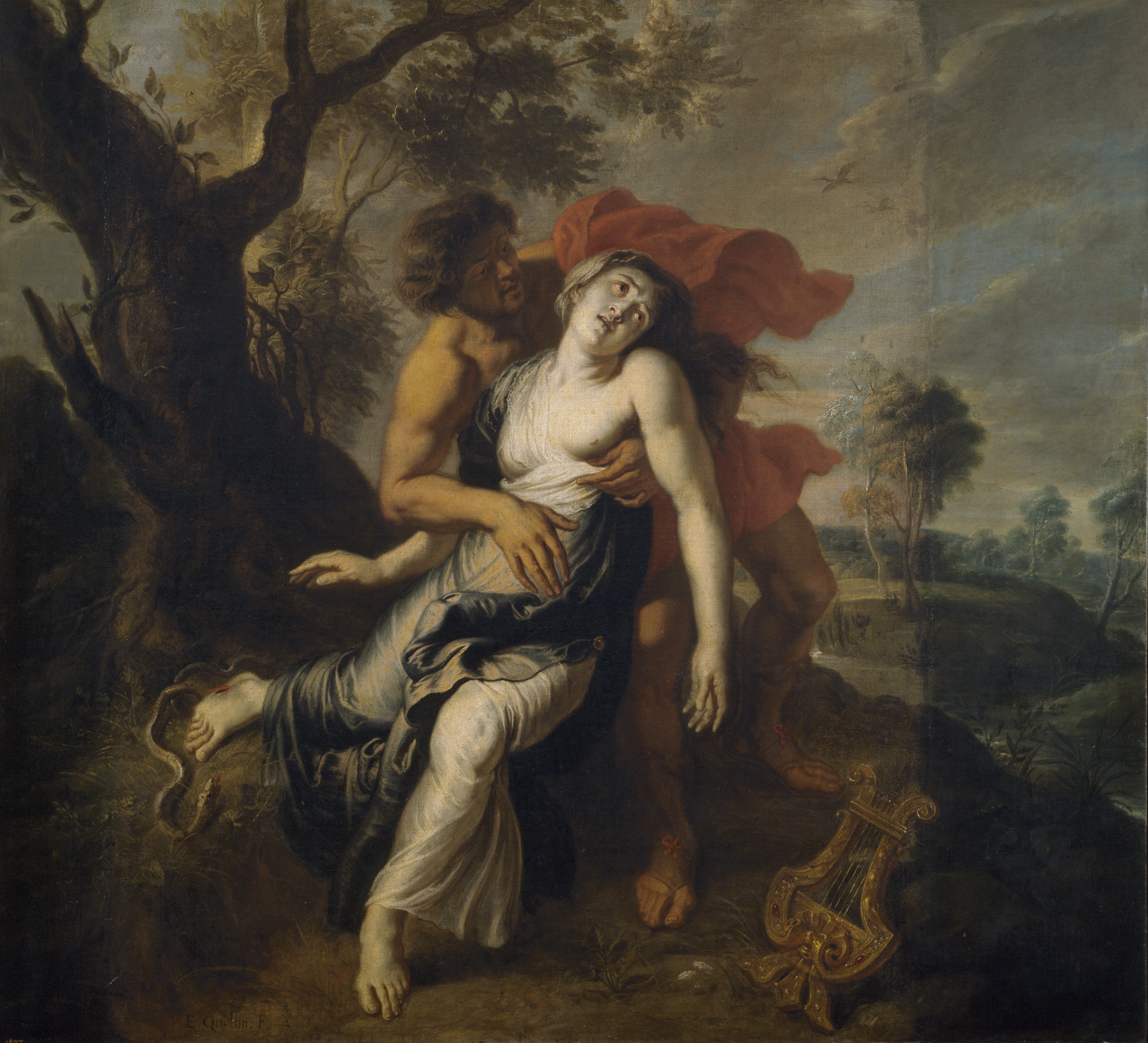
La mort d'Eurydice par Érasme Quellin le Jeune, 1630 (Musée du Prado).

L'Orfeo (H.173) est une cantate de chambre du compositeur italien Alessandro Scarlatti, composée pour voix de soprano, deux violons et basse continue. Comme pour la plupart des cantates de chambre de Scarlatti, l'auteur du texte est inconnu. La partition non datée, est sans doute de 1702.

## Présentation
La cantate Dall'oscura magion dell'arsa Dite (incipit du premier récitatif), mais titrée L'Orfeo par les manuscrits, est une œuvre plus développée que la plupart des autres cantates du musicien italien. Elle a pour sujet Orphée et Eurydice, mis en musique de nombreuses fois avant et après et une vingtaine de fois pour le seul XVIIe siècle (sans prendre en compte les cantates). 
Le poème aborde de façon originale le thème, en surprenant Orphée lorsqu'il est sur le point de quitter les enfers, emportant le corps d'Eurydice, morte une seconde fois. Nous sommes témoins de son erreur (se retourner pour vérifier si sa bien-aimée le suit) et de la douleur de son malheur, alors qu'Orphée tombe dans le plus profond désespoir. Le premier récitatif est la narration par Filli de l'histoire, qui réapparaît dans l'aria finale, où il interpelle son amante : « En voyant la souffrance d'Orphée, comment peux-tu ne pas prendre pitié de moi aussi ? » Cette mise en abyme est déjà présente dans une cantate de Giovanni Lorenzo Lulier, Ove per gl’antri infausti, mise en musique dès 1685 trouvée dans les archives Pamphilj, mais la fin est heureuse contrairement à la poésie de la cantate de Scarlatti.
La diversité des types d’air que l’on trouve dans l’Orfeo de Scarlatti est remarquable. La première aria, Chi m'invola la cara Euridice… (« Qui me prend la douce Euridice, l'âme de mon cœur, le cœur de ma poitrine ? »), exprime d’abord l'angoisse d'Orphée à la perte d’Eurydice, la seconde le défi (fa  mineur), Se mirando, occhi perversi… (« Mes yeux pervers, si vous pouvez prendre la vie d'un regard »), et le troisième, Sordo il tronco… (« Le sourd tronc d'arbre et le rocher maladroit »), laisse la place à l'air central cantabile, d'un grand calme et transparence. Il s'agit du mouvement le plus substantiel de la cantate, notamment en considérant sa durée. Le continuo s’interrompt pour laisser l'accompagnement aux cordes seules (noté senza Cembalo sur le manuscrit de la BnF et stromenti d’arco à Münster) et, unique fois dans la cantate, la voix délivre une belle ligne mélodique avec un simple accompagnement en accords. Dans le récitatif, Scarlatti use du chromatisme de la basse pour décrire les douleurs cruelles que vit Orphée. L'aria  s’appuie sur la désillusion d'Orphée, qui se souvient de son don, capable de charmer la nature de son chant, alors que tout lui paraît fade et sans espoir.
Du récitatif 4 à l'aria 5, Scarlatti passe du fa majeur à l’ut  mineur, où voix et violons à l'unisson sont réunis pour la première fois dans un dialogue au contrepoint serré, anticipant le « moment de miséricorde » de Filli.
La date de 1702, est déduite par Rosalind Halton, en fonction des correspondances de style, mais surtout des éléments factuels de cantates datées figurant dans les recueils des deux sources qui nous restent, conservées à Paris et à Münster.
Scarlatti a part ailleurs réutilisé le thème pour une autre cantate plus brève, Poi ché riseppe Orfeo (H.572) et traité le point de vue d'Eurydice, dans Euridice dall'Inferno, H.183, une cantate datée du 17 juin 1699, où Eurydice proteste contre son sort tourmenté par les « monstres de l'enfer ».

## Structure
L’Orfeo, cantata a voce sola con violini.
- Introduzione. Allegro – Grave, en mi mineur
- Dall'oscura magion dell'arsa Dite (recitativo)
- Chi m'invola la cara Euridice (aria)
- Ma di che mi querelo (recitativo)
- Si mirando, occhi perversi (aria)
- Hor, poiché mi tradir (recitativo)
- Sordo il tronco (aria)
- Ah, voi m'abbandonate (recitativo)
- Il vanto del canto (aria)
- Così dicendo (recitativo)
- Sì, pietà de miei martiri (aria)

Durée : environ 24 minutes.

## Texte
Récitatif et aria II.
« [Récitativo] Ma di che mi querelo

se delle mie sventure autor non sò?

Ah, che l’ardente brama, il mio desio,

mentre anhelante affretto

per riveder le tue sembianze amate,

consorte sventurata,

mi diviser da te, l’alma dal petto,

oh, più crudel di quante fur vicende

dolce occasione ingrata,

se amor mi noce e la pietà m’offende,

e mirando il mio bene in strane guise

son più crudel dell’aspe che l’uccise.

[Aria] Se mirando, occhi perversi

tor la vita voi sapete,

gl’empi guardi in me conversi

perché ancor non m’uccidete?

Meco voi pietosi tanto

vedo ben ch’esser non lice,

che saria pietoso vanto

dar morte a un infelice. »

## Manuscrits
- Münster, Santini-Bibliothek, D-MÜs (Hs.3931) (RISM 451000086)
- Paris, Bibliothèque nationale de France, F-Pn (D-11857 fos 163–182v) (BNF 45028787)
- F.G. 10510

## Partition moderne
- L'Orfeo (H.173) édition de Rosalind Halton, 2012[7].

## Discographie
- Inferno : cantate drammatiche. L'Orfeo (H.173) - Elisabeth Scholl, soprano ; Ensemble Modo Antiquo, dir. Federico Maria Sardelli (16-19 novembre 2004, CPO 777 141-2) (OCLC 238678124) — avec Già lusingato appieno ; Notte ch'in carro d'ombre (H.480) ; Il Nerone (H.343)
- Orfeo [s] : L'Orfeo (H.173) - Akademie für Alte Musik Berlin (2015, Sony) — avec des cantates de Clerambault, Pergolesi et Rameau du même titre.